# Deniss Petrovs
Deniss Petrovs est un joueur letton de volley-ball né le 31 août 1986 à Daugavpils, Lettonie. Il mesure 1,88 m et joue passeur. Il est international letton.

## Clubs
| Club           | De        | À         |
| -------------- | --------- | --------- |
| Guberniya      | 2014-2015 | 2014-2015 |
| Stroitel Minsk | 2014-2015 | 2014-2015 |
| Chaumont VB52  | 2012-2013 | 2013-2014 |
| Stroitel Minsk | 2011-2012 | 2011-2012 |
| Selver Tallinn | 2009-2010 | 2010-2011 |
| Lase-R Riga    | 2008-2009 | 2008-2009 |
| Ezerzeme       |           | 2007-2008 |

## Palmarès
- Championnat de Biélorussie, Coupe de Biélorussie
  - Vainqueur : 2015
- Championnat de Biélorussie
  - Vainqueur : 2012
- Championnat d'Estonie, Coupe d'Estonie
  - Vainqueur : 2010, 2011
- Championnat de Lettonie, Coupe de Lettonie
  - Vainqueur : 2009